# Pitcairnia juncoides
Pitcairnia juncoides är en gräsväxtart som beskrevs av Lyman Bradford Smith. Pitcairnia juncoides ingår i släktet Pitcairnia och familjen Bromeliaceae. Inga underarter finns listade i Catalogue of Life.